# 돌아온 우뢰매 7
《돌아온 우뢰매 7》은 대한민국의 김청기 필림에서 제작된 SF 영화이다. 인간기중기 천하장사 이봉걸이 출연했다. 이야기 구조는 단순하지만 다양한 촬영기법을 동원하여 역동하고 현란한 영상을 만들었다. 전편인 6편에서 개인사정으로 불참했던 심형래가 복귀하였으며 주인공 이름이 5편 이후 형래로 복원되었다.
한편, 《후레시맨》 《마스크맨》등 수입금지 일본 특수촬영영화를 만화영화로 둔갑시킬 당시 이 같은 형식으로 만들어진  《로보트 태권 V 90 》가 깡통으로 나온 철이가 김흥국의 호랑나비 춤을 추는 것, 수엘(76년작 오리지널의 메리 대신 등장하는 안드로이드)이  에너지를 충전하기 위해 220V 콘센트에 대고 전기를 충전하는 등의 설정이 초등학생들이 보기엔 유치찬란한 수준이란 지적 외에도 수엘이 등장 내내 쓴 헬멧 뿐 아니라 우뢰매 시리즈의 데일리를 연상시키는 수엘의 에어로빅 복장과 금발머리 가발, 다스베이더를 표절한 것임이 명백한 카프의 코스튬 등 여러 가지 이유로 관객들한테 외면당하여 5399명의 굴욕적인 흥행성적에 머물러 《로보트 태권 V 90 》끝으로 서울동화가 문을 닫은 후 한동안 방황해 온 김청기 감독이 '김청기 필름'이란 영화사를 설립한 뒤 재개된 우뢰매 7편이었으며 서울동화는 《로보트 태권 V 90 》을 끝으로 문을 닫은 뒤 이 회사 제작부장 김춘범씨가 인수하여 비유엠 영화 제작소로 재탄생했는데 SBS에서 인기리에 방영된  《피구왕 통키》의 실사판이었던 《불꽃 슛 통키》가  태동초등학교(당시 국민학교) 피구부 선수들이 명백한 어린이들인데도 불구하고 20~30대 성인 배우를 쓴 점 등의 혹평이 있었으며 극장을 구하지 못해 영화가 개봉되지 못했고 비유엠 영화 제작소는 《불꽃 슛 통키》를 끝으로 문을 닫았다.
하지만, 해당 영화 개봉 당시에는 심형래의 인기가 이미 하락세를 타고 있었으며 작품명을 <돌아온 우뢰매>라 하면서 심형래가 다시 왔다는 점을 강조하고 당시 인기 스포츠였던 씨름에서 천하장사 이봉걸까지 데려왔으나 결국 흥행에 실패했다.

## 스토리
쎈타워 별에서 지구로 귀환한 외계인 씨맨은 정의와 선의 목적을 갖고 친딸 데일리와 순박한 형래에게 초능력을 부여해 에스퍼 맨으로 변화시킨다. 그리고 세계적인 박사들을 불러 경이로운 최첨단 로보트 우뢰매를 만든다. 한편 알과 쌍동이별의 왕위 계승자 마루기는 우주 무법자 루카 일행에게 부상을 당해 지구소년 명우의 도움을 받지만 집요하게 추적한 루카에게 잡힌다. 이로 인해 우뢰매를 앞세운 형래와 데일리는 악당들의 아지트로 잠입하는데 루카는 퍼피라는 동물과 합성인간을 내세워 형래와 데일리를 위기에 몰아넣는다. 위기의 찰나에 우뢰매가 나타나 루카의 첨단 병기들을 초토화 시키고, 마루기는 명우와 에스퍼맨 데일리, 형래 그리고 우뢰매의 도움으로 고향 쌍동이 별로 돌아간다. 
*. 내용출처 : 네이버영화

## 상영정보
- 극장개봉: 1992년 12월 25일
- 비디오출시: 1993년 2월 12일 (VHS, 서진필름)

## 등장인물

### 주인공
- 에스퍼맨(형래): 심형래

데일리를 도와 지구를 지키는 히로인이다. 친딸 데일리와 순박한 형래에게 초능력을 부여시켰다. 양 박사를 도와 그의 협력을 받았다. 마루기에 의해 공격을 다하다 루카가 인질로 잡혔다는 위치가 있는 곳을 아는 것이었다. 그 후 루카의 의해 죽음을 당한다.
전작인 6편에서는 심형래가 개인사정으로 불참하면서 신인 개그맨 한정호가 심형래 대체역할로 에스퍼맨으로 출연하여 장길이라는 이름으로 나온 적이 있다가 이번 7편부터 형래로 복귀하였다.
- 데일리: 장지영

씨멘의 딸. 형래를 위기의 몰아 넣는다. 퍼퍼의 의해 납의 헬멧을 이용하여 통제한다. 그러나 헬멧은 풀어지고, 명우가 인질로 잡혀간 뒤 구출하러 가지만, 결국 리젤에게 죽음을 맞는다.

### 형래 주변 인물
- 마루기: 이봉걸

쌍둥별에서 온 왕위계승자다. 지구로 올당시에는 왕자가 아니었지만, 루카를 무찌른 후 쌍둥별로 돌아가 왕위에 오른다. 명우과의 우정을 지키기 위해 루카에게 협력이기도 하지만, 다시 선의 모습으로 돌아온다.
- 양 박사: 양종철

형래의 동료. 은영의 아버지. 로켓으로 적을 공격하려는 것으로 보아 로켓제작에 연구하는 박사이다.
- 이명우: 정태우

부모님은 어린 보미와 명우남매를 위해 고기잡이를 나가셨다가 결국 사고로 사망하셨다. 시장에서 귤을 훔치는 말썽꾸러기 소년이었다. 결국 외계인 마루기를 만나 모험을 하면서 정의감을 키웠다.
- 보미: 지영옥

고아가 되어 어린 명우를 돌봐주는 인물이다.
- 양은영: 정은영

양 박사의 딸. 실수투성이인 아버지와는 다르게 침착한 성격이다.

### 루카 주변 인물
- 루카: 장팔

지구를 침략하러 온 외계인의 수령. 퍼퍼와 리젤등 부하들을 이용하여 지구인들을 정복하려 하지만 마루기와 에스퍼맨 데일리등에 의해 저지당한다.
- 리젤

루카의 심복. 하늘을 날아다니며, 명우의 인질로 잡히다가, 에스퍼맨에게 맹공을 펼치지만 결국 죽음을 당한다.
- 퍼퍼

루카의 부하들. 짐승의 모습을 하고 있는만큼 냄새를 맡아 적을 탐지한다. 납으로된 헬멧을 이용하여 데일리를 통제하지만, 에스퍼맨의 의해 죽음을 당한다.

### 그 외 인물
- 최순석
- 오성우
- 서명석
- 오기호
- 이현주
- 김태희
- 김진권
- 이승준
- 김대오
- 박경오

## 제작진
- 각본·제작: 김청기
- 기획: 홍두안
- 촬영: 허규범
- 조명: 신준하
- 특수효과: 정도안
- 무술감독: 남진모
- 편집: 강명완
- 분장: 신재호
- 음악: 이응도
- 색보정: 김승호
- 녹음: 김경일
- 효과: 양대호
- 소품: 김한상
- 스틸: 장철수
- 애니메이션: 조항리
- 의상: 은하의상실
- 현상/녹음: 영화진흥공사, 돌코녹음실
- 조감독: 김영진
- 기록: 최준태
- 촬영보: 방수용, 최영택, 민순홍
- 조명보: 양승규, 김계중, 김동훈
- 제작부장: 양근복, 방성철
- 감독: 임종호

## 협찬
- 알파과학, 보물섬

## 메카닉

### 퍼지 우뢰매
- 무장 1: 입에서 광선이 나간다.
- 무장 2: 날개쪽에서 광선이 나간다.
- 무장 3: 발에서 광선이 나간다.
- 무장 4: 등에 레이저포 2문 장비.

## 같이 보기
- 우뢰매 시리즈